# Добрешти (Валча)
Добрешти (рум. Dobrești) насеље је у Румунији у округу Валча у општини Даничеј. Oпштина се налази на надморској висини од 347 m.

## Становништво
Према подацима из 2002. године у насељу је живело 195 становника, од којих су сви румунске националности.